# Gwenola Leroux
 (novembre 2013).
Si vous disposez d'ouvrages ou d'articles de référence ou si vous connaissez des sites web de qualité traitant du thème abordé ici, merci de compléter l'article en donnant les références utiles à sa vérifiabilité et en les liant à la section « Notes et références ».
Gwenola Leroux est une écrivaine française née à Rennes.

## Œuvres

### Romans
- Nuit bleu horizon, Temps des cerises, 1999.
- Pierre blanche, roman, La Part commune, 2001.
- Enquête sur une dispersion, roman policier, Temps des cerises, 2007.
- Seul, pluriel et 2, roman, L'Harmattan, 2010.
- "Sonia dans les bois. Une adoption dans l'Oural", Boréalia, 2017

### Essai
- Aurélien ou l'écriture indirecte (en collaboration avec Édouard Béguin, Suzanne Ravis et Lucien Victor), Champion-Slatkine, 1988.